# Жива(I) јодид
Жива(I) јодид је неоргански метални јодид који се забележава формулом . Добија се директним мешањем јода и живе. Лако се може распасти на живу и жива(II) јодид.

## Синтеза
Жива(I) јодид се може припремити путем директног комбиновања живе и јода:

## Структура
Попут других Hg(I) једињења која садрже линеарне X-Hg-Hg-X јединице,  садржи  јединице са дужином  везе од 272 pm (Hg-Hg у металима је 300 pm) и дужином  везе од 268 pm. Свеукупна координација сваког атома Hg је октаедрална, јер поред два најближа суседа, четири друга атома јода су на удаљености од 351 pm. Ово једињење се често формулише као .